# Paweł Piotr Rhode
Paweł Piotr Rhode (Paul Peter) (ur. 18 września 1871 w Wejherowie, zm. 3 marca 1945 w Green Bay) – amerykański duchowny katolicki pochodzenia polskiego, biskup Green Bay, Wisconsin, USA, pierwszy polski biskup dla Polonii amerykańskiej.
Jako dziesięciolatek wyemigrował wraz z matką do USA. Zamieszkali w Chicago, gdzie ukończył St. Mary's College i St. Ignatius College. Wstąpił następnie do seminarium św. Franciszka w Milwaukee. Święcenia kapłańskie otrzymał 17 czerwca 1894 z rąk ówczesnego arcybiskupa Chicago Patricka Feehana.
22 maja 1908 otrzymał nominację na biskupa pomocniczego Chicago ze stolicą tytularną Barca. Sakry udzielił mu 29 lipca tego samego roku arcybiskup James Edward Quigley. W 15 lipca 1915 został ordynariuszem Green Bay. Posługę tę pełnił aż do śmierci w 1945. Utworzył 9 nowych parafii i 19 szkół parafialnych. Uczestniczył w wielu akcjach charytatywnych i społecznych będąc ważną figurą w życiu Green Bay.